# شو تشانغ
شو تشانغ (بالصينية: 舒畅) (24 فبراير 1977 في الصين - ) هو لاعب كرة قدم صيني في مركز الدفاع. شارك مع منتخب الصين لكرة القدم. أما مع النوادي، فقد لعب مع شاندونغ لونينغ.

## وصلات خارجية
- شو تشانغ على موقع قاعدة بيانات كرة القدم.إي يو (الإنجليزية)
- شو تشانغ على موقع ناشيونال فوتبول تيمز (الإنجليزية)
- شو تشانغ على موقع Soccerway.com (الإنجليزية)